# المنطقة الخضراء

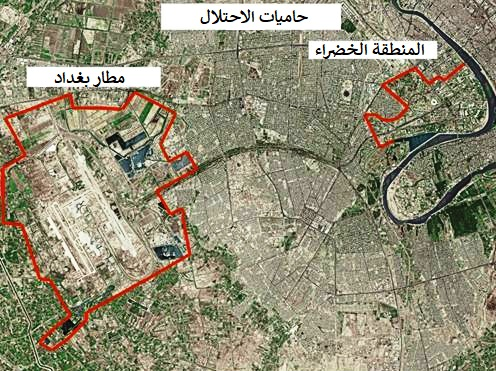
صور جوية للمنطقة الخضراء ومطار بغداد الدولي

المنطقة الخضراء هو اسم يشمل منطقة كرادة مريم وجزءا من حي الحارثية وجزءا من حي القادسية (بغداد) في بغداد، العراق، أنشأت هذا النطاق قوات الاحتلال الأمريكي التي غزت العراق عام 2003. وتبلغ مساحتها تقريبا الـ 10 كم² وتقع في وسط بغداد. وبدأ اسمها بالظهور مع قيام الحكومة العراقية الانتقالية ولها عدة بوابات، منها بوابة القدس وبوابة وزارة التخطيط وبوابة القصر الجمهوري، تغيّر اسم المنطقة إلى المنطقة الدولية.
والمنطقة الخضراء، هي من أكثر المواقع العسكرية تحصنا في العراق، وهي مقر الدولة من حكومة والجيش، إلى جانب احتوائها على مقر السفارة الأمريكية ومقرات منظمات ووكالات حكومية وأجنبية لدول أُخرى.

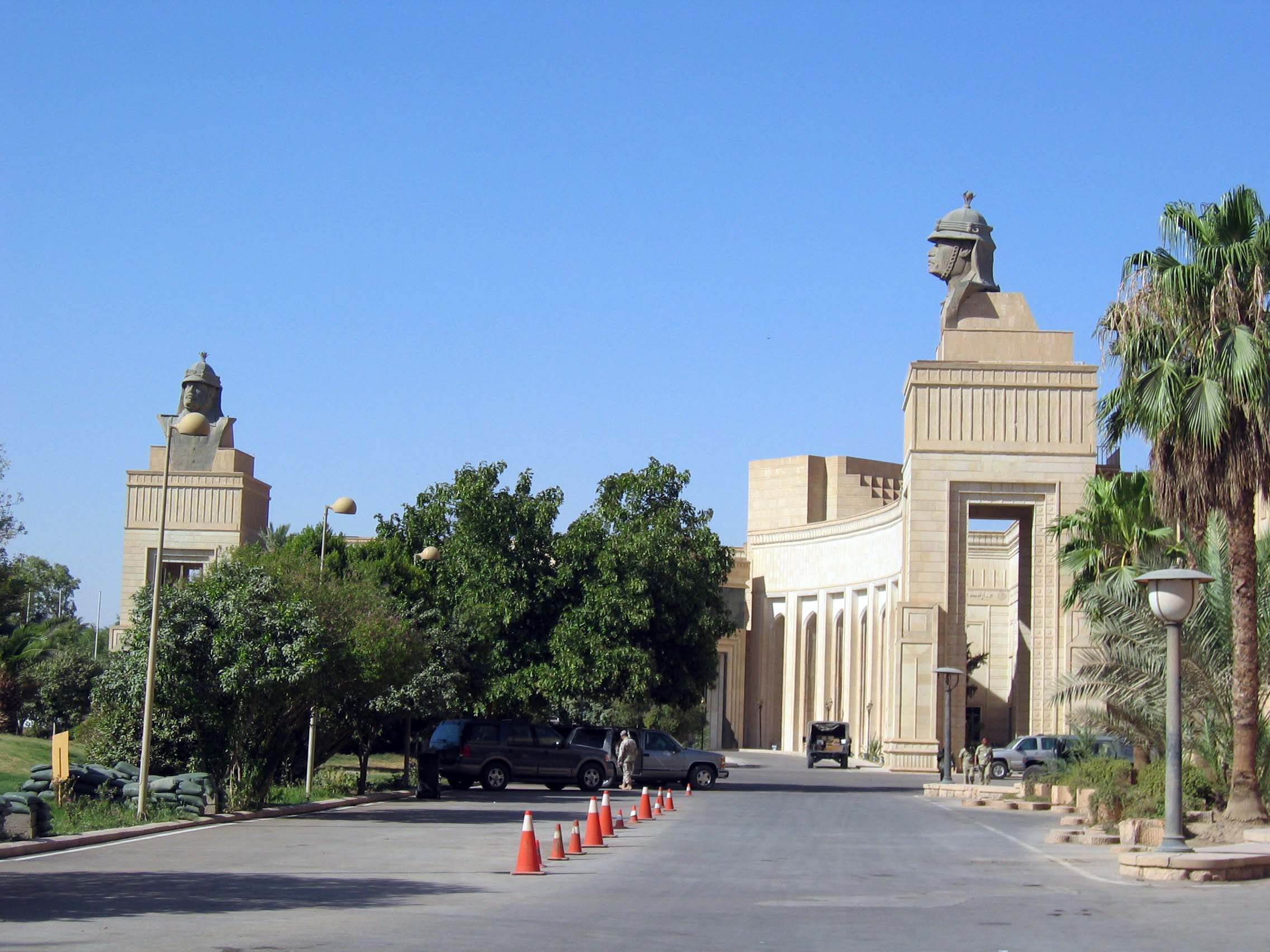
القصر الجمهوري في المنطقة الخضراء بغداد، قبل إزالة تماثيل صدام البرونزية

## قبل الغزو
لقد كان اسم المنطقة القديم هو كرادة مريم واسمها الرسمي وفقاً للخرائط هو حي التشريع وكانت منطقة سكنية لأعضاء الحكومة العراقية والعديد من الوزارات وتحوي عددا من قصور الرئيس السابق صدام حسين وأولاده. ومن أكبر القصور ضمن هذه المنطقة كان القصر الجمهوري وقصر السلام.

### معنى الاسم
سمّاها الجيشُ الأمريكيُّ المنطقةَ الخضراءَ على مصطلح عسكري إنكليزي حين تكون الأسلحة غير معبأة، ليس فيها ذخيرة، ويكون ذلك في المناطق المحصنة الآمنة فيقال لها منطقة خضراء.

## بعد الغزو
احتلت القوات الأمريكية هذا الحي في نيسان/أبريل عام 2003 خلال عملية غزو العراق وتحتوي الآن على سفارات الولايات المتحدة الأمريكية وبريطانيا ودول أخرى بالإضافة لقيادة قوات التحالف الدولية والقواعد القيادية لهذه القوات ومقر الحكومة العراقية الحالية.

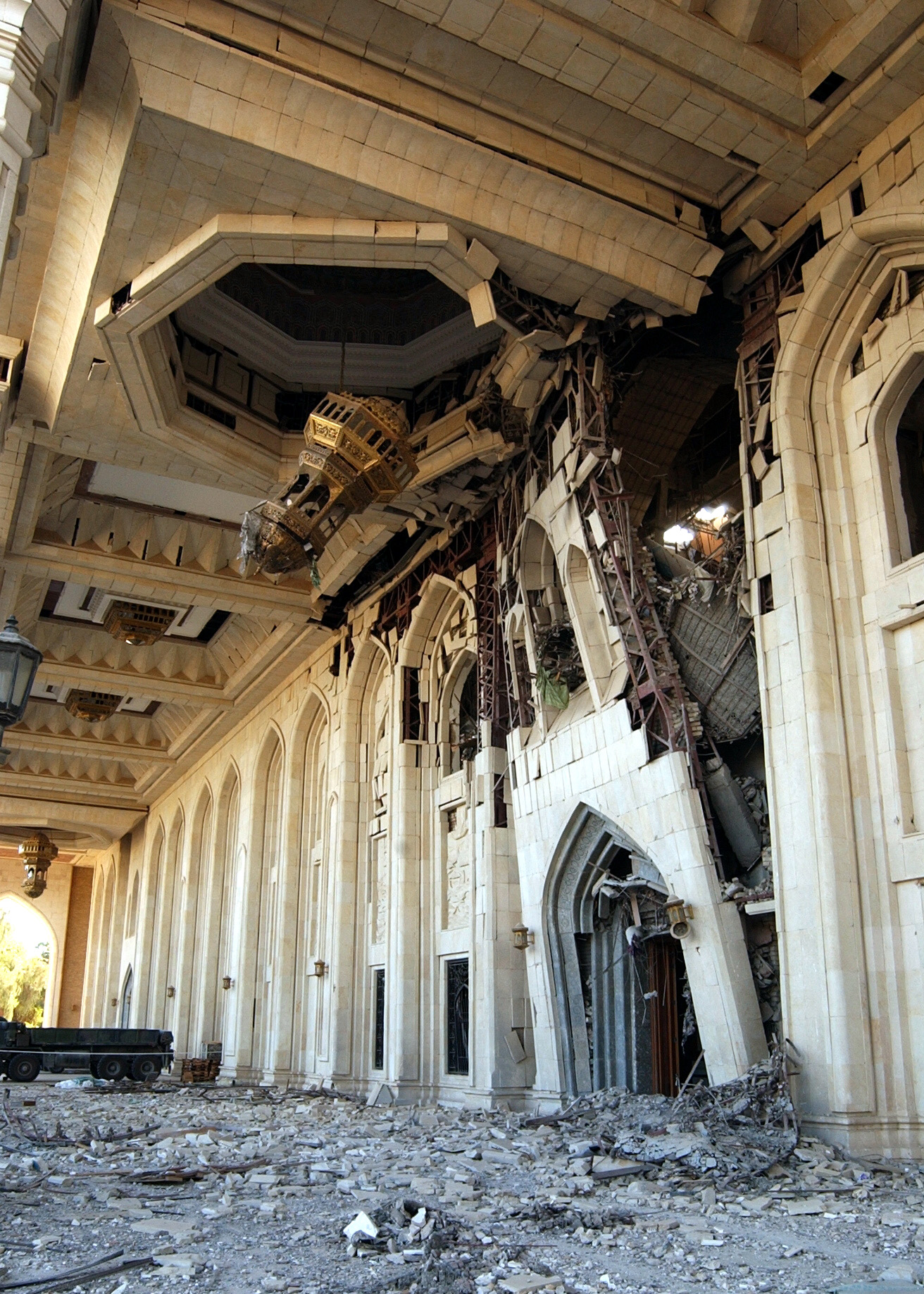
جانب من الدمار الذي لحق بالمنطقة الخضراء عام 2003

. وتعرضت هذه المنطقة بعد غزو العراق واستقرار قوات التحالف والحكومة الانتقالية والحالية فيها إلى سلسلة متواصلة من التفجيرات والقصف الصاروخي والمدفعي من قبل العديد من الجماعات المسلحة العراقية. لكنها مع هذا تعتبر نسبياً من أكثر مناطق بغداد أمناً. كما تعد هذه المنطقة من أكثر المناطق في العراق تعرضا للقصف من قبل المسلحين والجماعات الإرهابية في العراق.
في هذه المنطقة نحو 3 آلاف وحدة سكنية، قامت قوات الاحتلال الأميركية بطرد أصحابها لتأسيس ما عُرف لاحقا بالمنطقة الخضراء، ويحصل أصحاب تلك المنازل على بدل إيجار متفاوت من الحكومة ثمنًا لإشغال منازلهم.

## شرعية الاستحواذ
المنطقة الخضراء التي هي تسمية حكومة الاحتلال الأمريكية لمنطقة تشمل عدة أحياء هي كرادة مريم و حي التشريع وجزء من الحارثية وجزء من القادسية، استحوذت عليها حكومة الاحتلال الأمريكية ثم من بعدها الحكومات العراقية بغير حجة قانونية، لأنّ هذه الأحياء صارت شوارعها مغلقة ولا يدخلها إلا المأذون لهم وفقاً لدرجات وبطاقات يحملونها، وقد طعن بعض الكتاب في شرعية استحواذ الحكومة على شوارع رئيسية في بغداد وعدم السماح لأحد بالدخول إليها أو حتى المرور بها.

### فتح المنطقة
- في 4 تشرين الأول 2015م، دعا رئيس الوزراء حيدر العبادي إلى فتح المنطقة للمواطنين ولم تُفتتح في رئاسته ، ثم كرر الدعوة نفسها عادل عبد المهدي في 10 تشرين الأول 2018م.[8]
- في 10 كانون الأول 2018 فتحت الحكومة العراقية “المنطقة الخضراء” بشكل جزئي أمام المدنيين لأول مرة على الإطلاق، بعد مُضي أكثر من 15 عامًا على إغلاقها.[9]
- في 12 كانون الأول 2018، أمر رئيس الوزراء عادل عبد المهدي، بتمديد ساعات فتح المنطقة لدخول الموطنين من الخامسة عصرًا حتى الواحدة ليلًا، وذكر رئيس الوزراء أنّ قرار الافتتاح لا رجعة فيه

وقد أمر رئيس الوزراء العراقي بافتتاح المنطقة لمدة 24 ساعه أمام المواطنين بعد إزالة حوالي 2000 كتلة خرسانية من المنطقة ومحيطها .
- في 3 كانون الثاني 2019، عادل عبد المهدي بفتح المنطقة من الساعة الخامسة عصرًا حتى التاسعة صباحًا.[11]

## بوابات المنطقة

بوابة القدس البوابة الثانية للمنطقة الخضراء

بوابة القصر الجمهوري البوابة الثالثة للمنطقة الخضراء

بوابة وزارة التخطيط إحدى بوابات المنطقة الخضراء

## مواقع بارزة
- فندق الرشيد
- قوس النصر
- نصب الجندي المجهول
- مستشفى ابن سينا
- قصر السلام
- ساعة بغداد
- قصر المؤتمرات(بغداد)
- قصر الزقورة
- السفارة الأمريكية في بغداد